# ATP-toernooi van Schenectady
Het ATP-toernooi van Schenectady was een tennistoernooi voor mannen dat tussen 1987 en 1994  op de ATP-kalender stond. Het werd gehouden in de Amerikaanse stad Schenectady.

## Finales

### Enkelspel
| Jaar | Winnaar         | Verliezend finalist | Score            |
| ---- | --------------- | ------------------- | ---------------- |
| 1994 | Jacco Eltingh   | Chuck Adams         | 6-3, 6-4         |
| 1993 | Thomas Enqvist  | Brett Steven        | 4-6, 6-3, 7-6(0) |
| 1992 | Wayne Ferreira  | Jamie Morgan        | 6-2, 6-7(5), 6-2 |
| 1991 | Michael Stich   | Emilio Sánchez      | 6-2, 6-4         |
| 1990 | Ramesh Krishnan | Kelly Evernden      | 6-1, 6-1         |
| 1989 | Simon Youl      | Scott Davis         | 2-6, 6-4, 6-4    |
| 1988 | Tim Mayotte     | Johan Kriek         | 5-7, 6-3, 6-2    |
| 1987 | Jaime Yzaga     | Jim Pugh            | 0-6, 7-6, 6-1    |

### Dubbelspel
| Jaar | Winnaar                          | Verliezend finalist           | Score         |
| ---- | -------------------------------- | ----------------------------- | ------------- |
| 1994 | Jan Apell Jonas Björkman         | Jacco Eltingh Paul Haarhuis   | 6-4, 7-6      |
| 1993 | Bernd Karbacher Andrej Olchovski | Byron Black Brett Steven      | 2-6, 7-6, 6-1 |
| 1992 | Jacco Eltingh Paul Haarhuis      | Sergio Casal Emilio Sánchez   | 6-3, 6-4      |
| 1991 | Javier Sánchez Todd Woodbridge   | Andrés Gómez Emilio Sánchez   | 3-6, 7-6, 7-6 |
| 1990 | Richard Fromberg Brad Pearce     | Brian Garrow Sven Salumaa     | 6-2, 3-6, 7-6 |
| 1989 | Scott Davis Broderick Dyke       | Brad Pearce Byron Talbot      | 6-2, 7-6      |
| 1988 | Alexander Mronz Greg Van Emburgh | Paul Annacone Patrick McEnroe | 6-3, 6-7, 7-5 |
| 1987 | Gary Donnelly Gary Muller        | Brad Pearce Jim Pugh          | 7-6, 6-2      |

1987 · 1988 · 1989 · 1990 · 1991 · 1992 · 1993 · 1994
ITF-toernooien (mannen en vrouwen)

ATP-toernooien (mannen) – ATP-seizoen 2025

WTA-toernooien (vrouwen) – WTA-seizoen 2025

Voormalige toernooien mannen
Voormalige toernooien vrouwen
Voormalige amateurtoernooien